# Шваб, Густав
Густав Беньямин Шваб (нем. Gustav Benjamin Schwab; 19 июня 1792, Штутгарт, — 4 ноября 1850, там же) — немецкий поэт, писатель, теолог и священник, профессор классической школы. Автор собрания произведений древней мифологии, лучшего на немецком языке вплоть до конца XX столетия — «Саги классической древности» (Sagen des klassischen Altertums. последнее переиздание — в 2011 году).

## Жизнь и творчество
Был сыном вюртембергского придворного тайного советника, профессора И. Х. Шваба и его супруги Фредерики, дочери крупного штутгартского торговца. Воспитывался в духе лютеранского вероучения, после окончания гимназии получает стипендию и с 1809 года обучается в лютеранском Тюбингенском университете филологии и философии, а позднее — теологии.

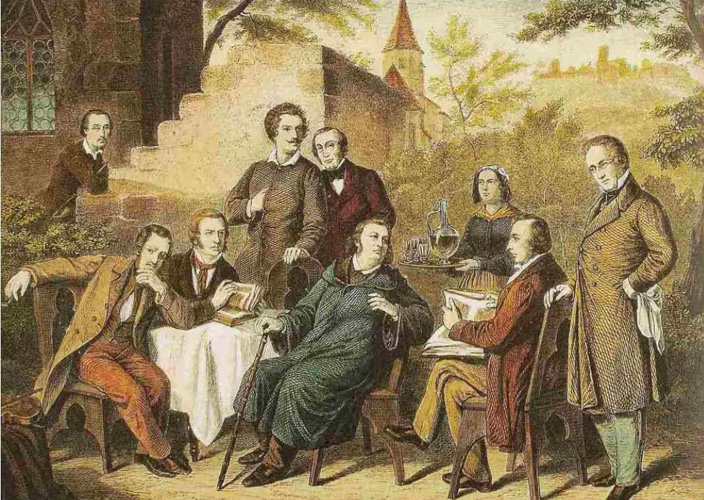
Картина Г. Ф. Г. Рустиге (слева направо): Теобальд Кернер, Ленау, Густав Шваб, граф Александр Кристиан Фридрих Вюртембергский, Карл Фридрих Майер, Юстинус Кернер, Фридерика Кернер, Людвиг Уланд, Карл Август Фарнхаген фон Энзе

В декабре 1817 года он становится профессором по древним языкам в Высшей гимназии Штутгарта. Через несколько месяцев Г.Шваб вступает в брак с Софьей Гмелин, дочерью профессора права. С 1825 года он, в течение 20 лет, сотрудничает с лейпцигским изданием Брокхауз, его приложением «Страницы литературного общения» (Blättern für literarische Unterhaltung) и с 1828 года входит в редакцию газеты Morgenblatt für gebildete Stände. На этих постах Г.Шваб оказывает существенную поддержку молодым талантливым авторам, среди которых следует назвать Эдуарда Мёрике и Вильгельма Гауфа, Фердинанда Фрейлиграта, Николауса Ленау. В 1837 году Г.Шваб становится священником в селении Гомаринген в Швабских Альпах. Здесь он в 1838—1840 годах создаёт свой крупнейший труд — собрание эпических произведений классической древности в переводе на немецкий язык, в трёх томах, рассчитанный в первую очередь на юношество.
Был автором также ряда поэтических произведений на швабском диалекте, его стихотворение «Всадник и Боденское озеро» (Der Reiter und der Bodensee) является классикой немецкой литературы. В 1847 году ему присваивается звание почётного доктора теологии Тюбингенского университета. 
Скончался Г. Шваб в Штутгарте, в результате врачебной ошибки при лечении. Могила его находится на кладбище Хоппенлау, близ могилы В. Гауфа.

## Сочинения
- Gedichte. Cotta, Stuttgart / Tübingen 1828—1829
- Wanderungen durch Schwaben, 1837
- Buch der schönsten Geschichten und Sagen für Alt und Jung wieder erzählt. S. G. Liesching, Stuttgart 1836—1837 <
- Die schönsten Sagen des klassischen Alterthums. Nach seinen Dichtern und Erzählern. S. G. Liesching, Stuttgart 1838—1840
- Schillers Leben in drei Büchern. S. G. Liesching, Stuttgart 1840
- Die deutschen Volksbücher, hrsg. v. Franz Schauwecker. Verlag Ernst Steiniger Berlin, 1938
- Die schönsten Sagen des klassischen Altertums, neu bearbeitet von Josef Guggenmos, C. Bertelsmann Verlag, Gütersloh 1954
- Die schönsten Sagen des klassischen Altertums, neu bearbeitet von Josef Guggenmos, Teil 1 in: Die schönsten Sagen des klassischen Altertums, Ravensburger, 2006, Teil 2 in: Die Helden von Troja, Ravensburger, 2008
- Sagen des klassischen Altertums, Anaconda, Köln, 2011, ISBN 978-3-86647-687-5